# 龍堡
龍堡（德語：Schloss Drachenburg）是一座位於德國北萊茵-威斯特法倫州波恩近郊處，萊茵河旁的柯尼希斯溫特鎮龍岩山上的一座私人別墅式城堡。龍堡建造於19世紀末期，於1882至1884年間前後共花兩年完成。
龍堡別墅現在由北萊茵-威斯特法倫州基金會擁有及管理，並為龍岩山齒軌鐵路的其中一個中轉站。
德國銀行家斯特凡·冯·扎尔特（Stephan von Sarter）男爵（1833–1902）曾打算入住龍堡，唯最終未有成事。

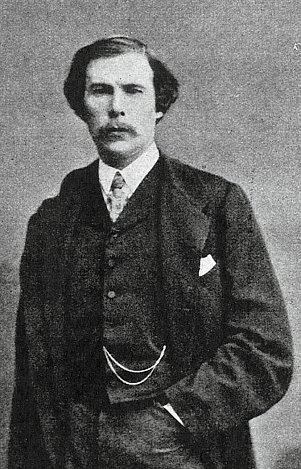
斯特凡·冯·扎尔特男爵，攝於1880年。

## 圖片集

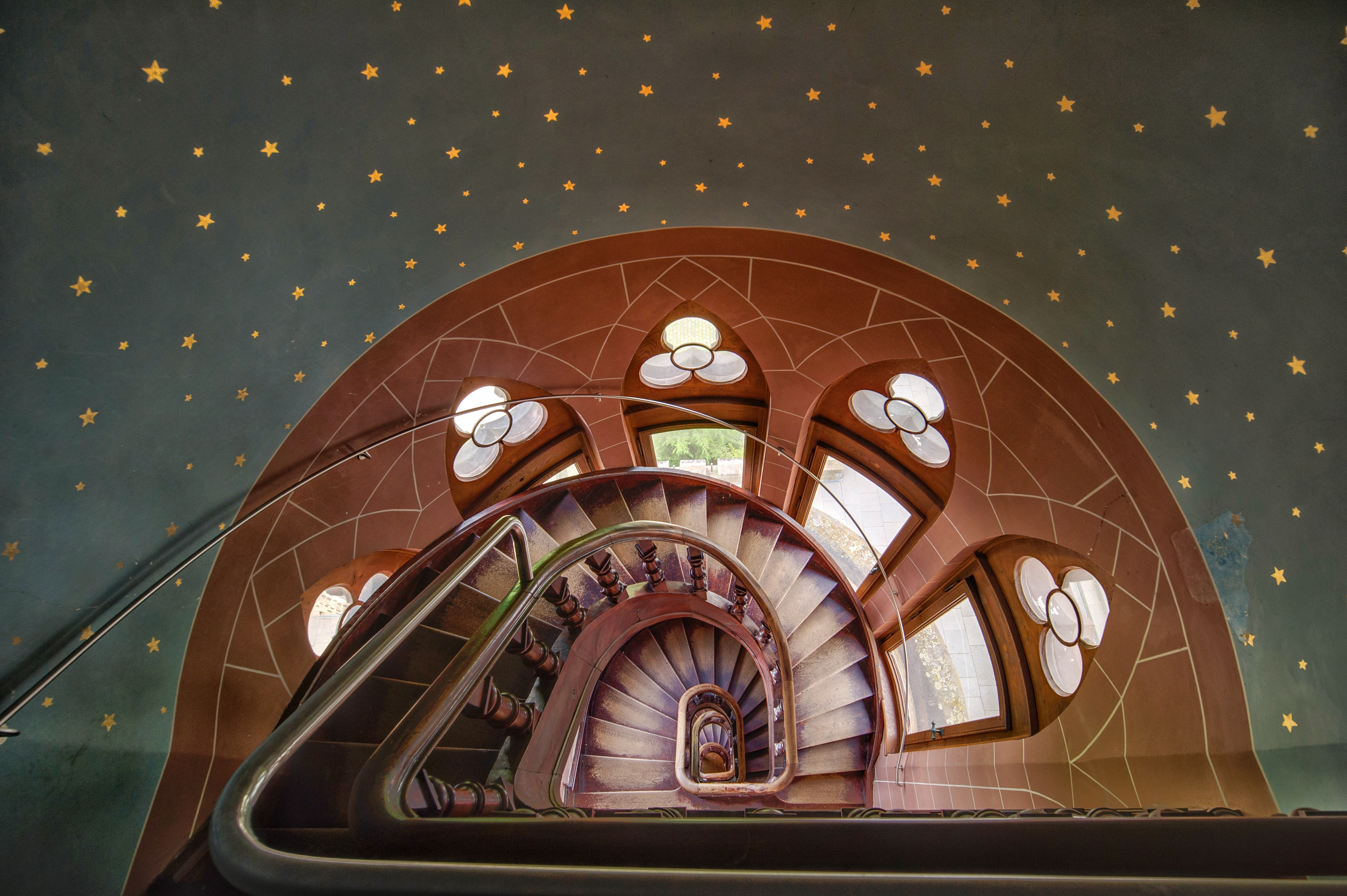
龍堡內的樓梯
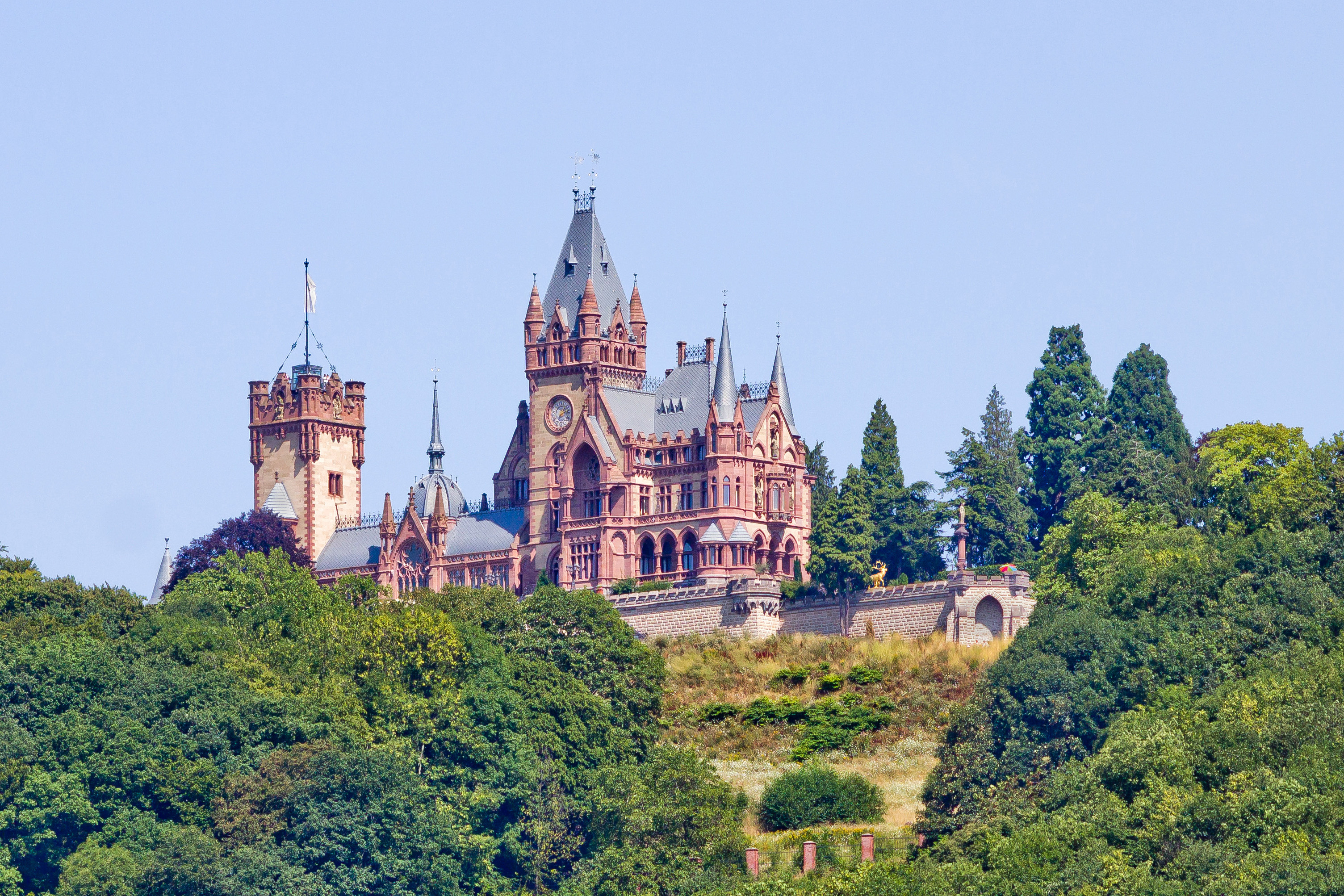
从下觀望的龍堡
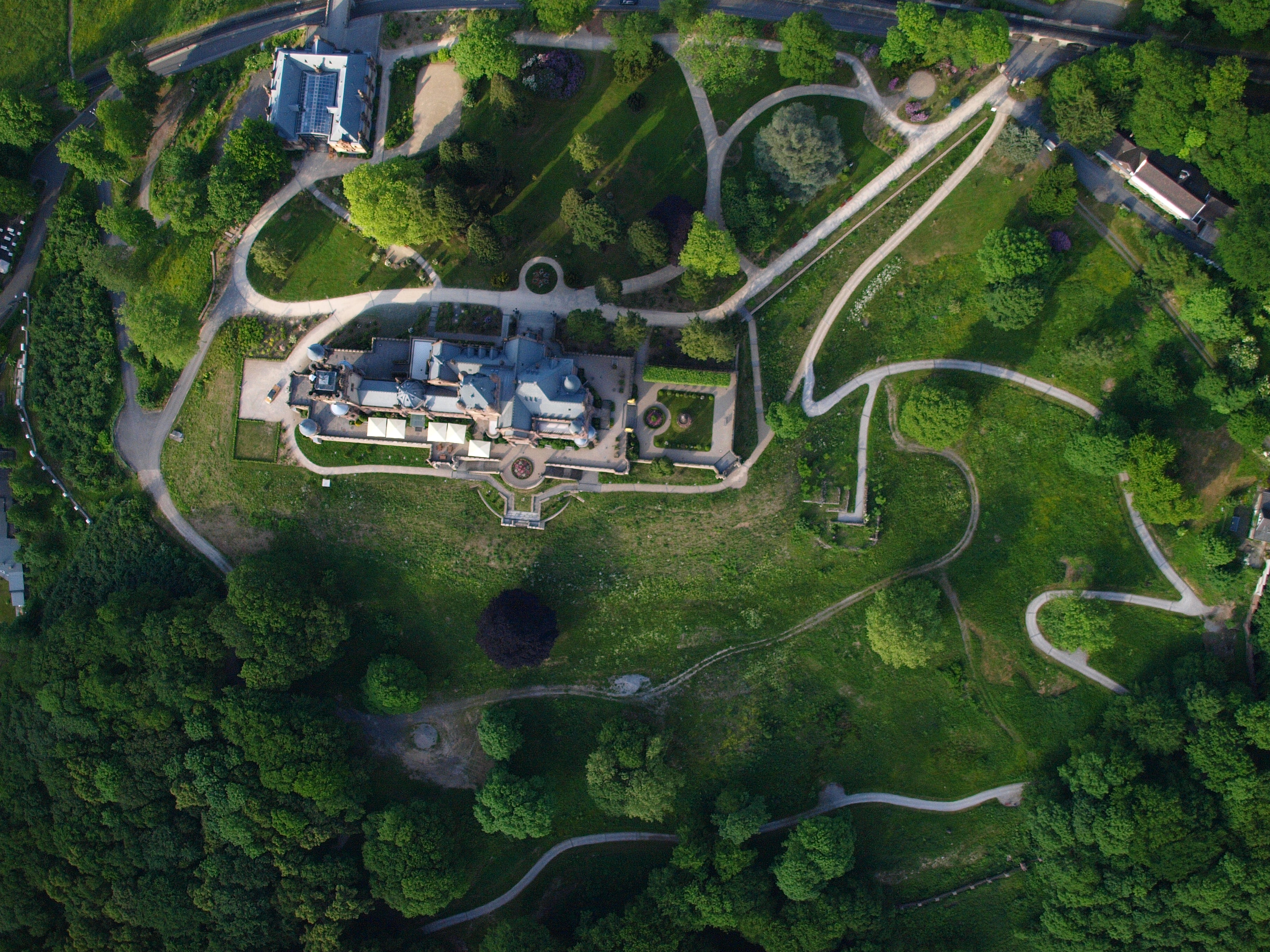
高空觀望的龍堡
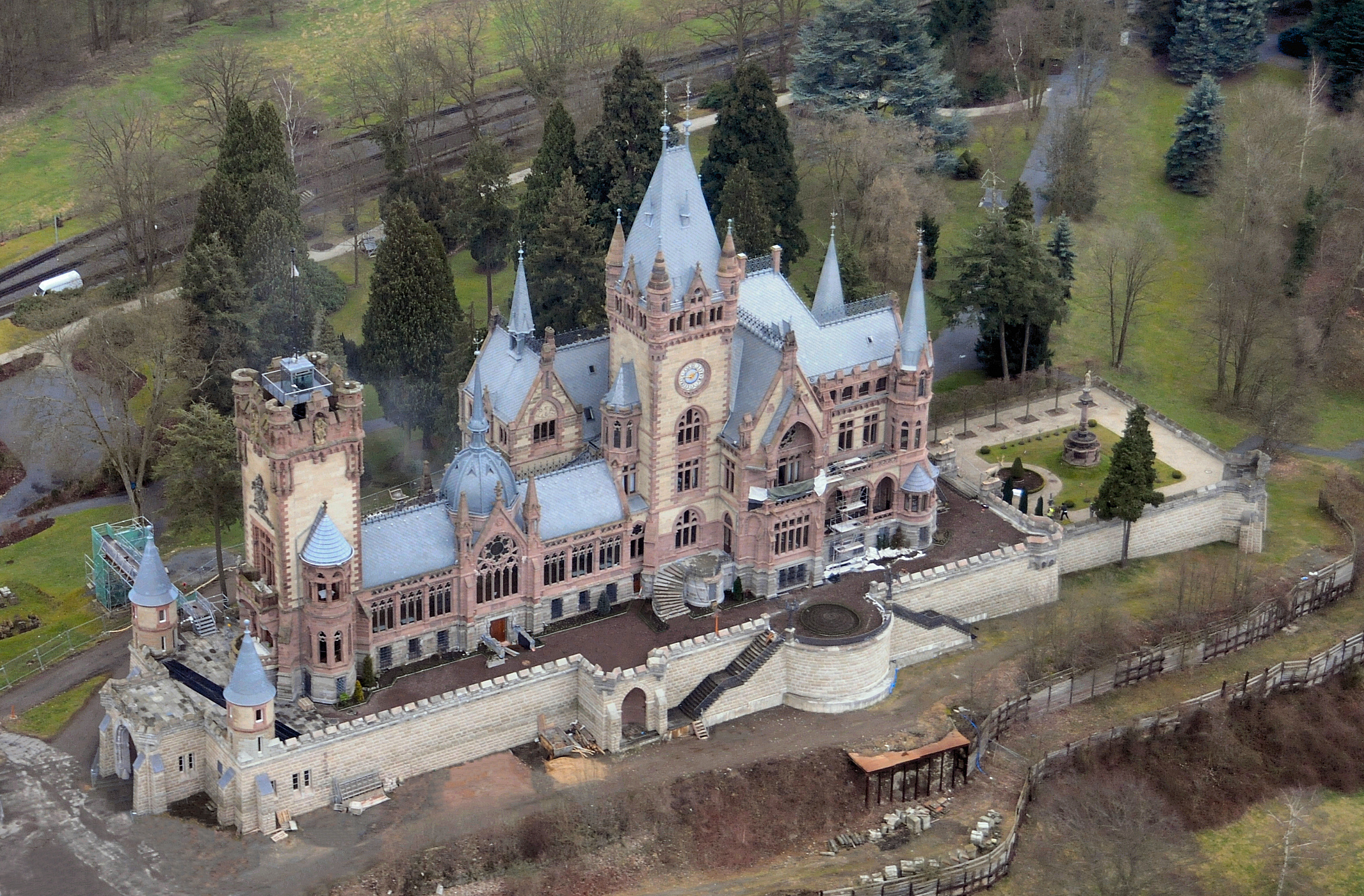
高空觀望的龍堡
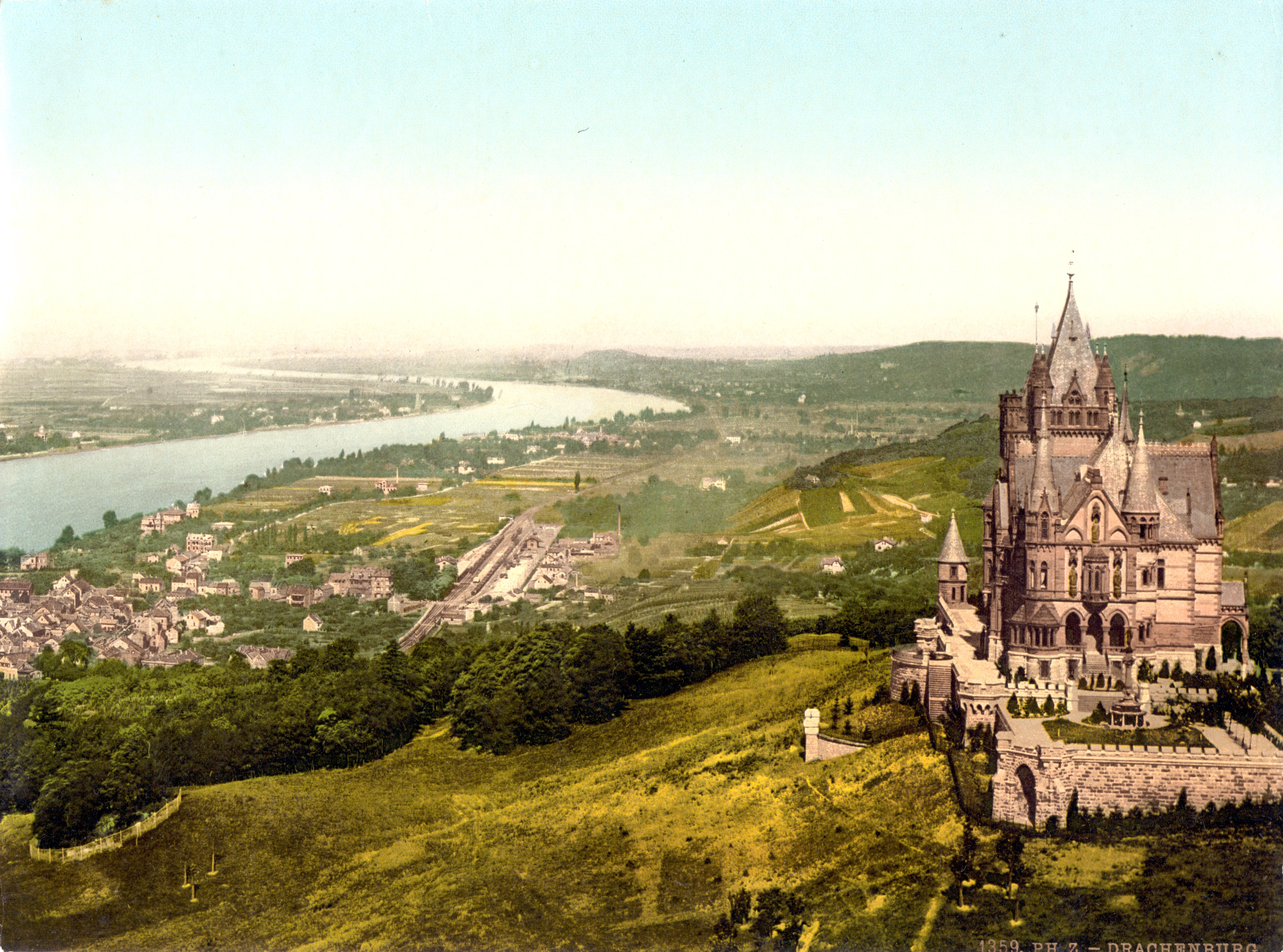
1900年時的龍堡
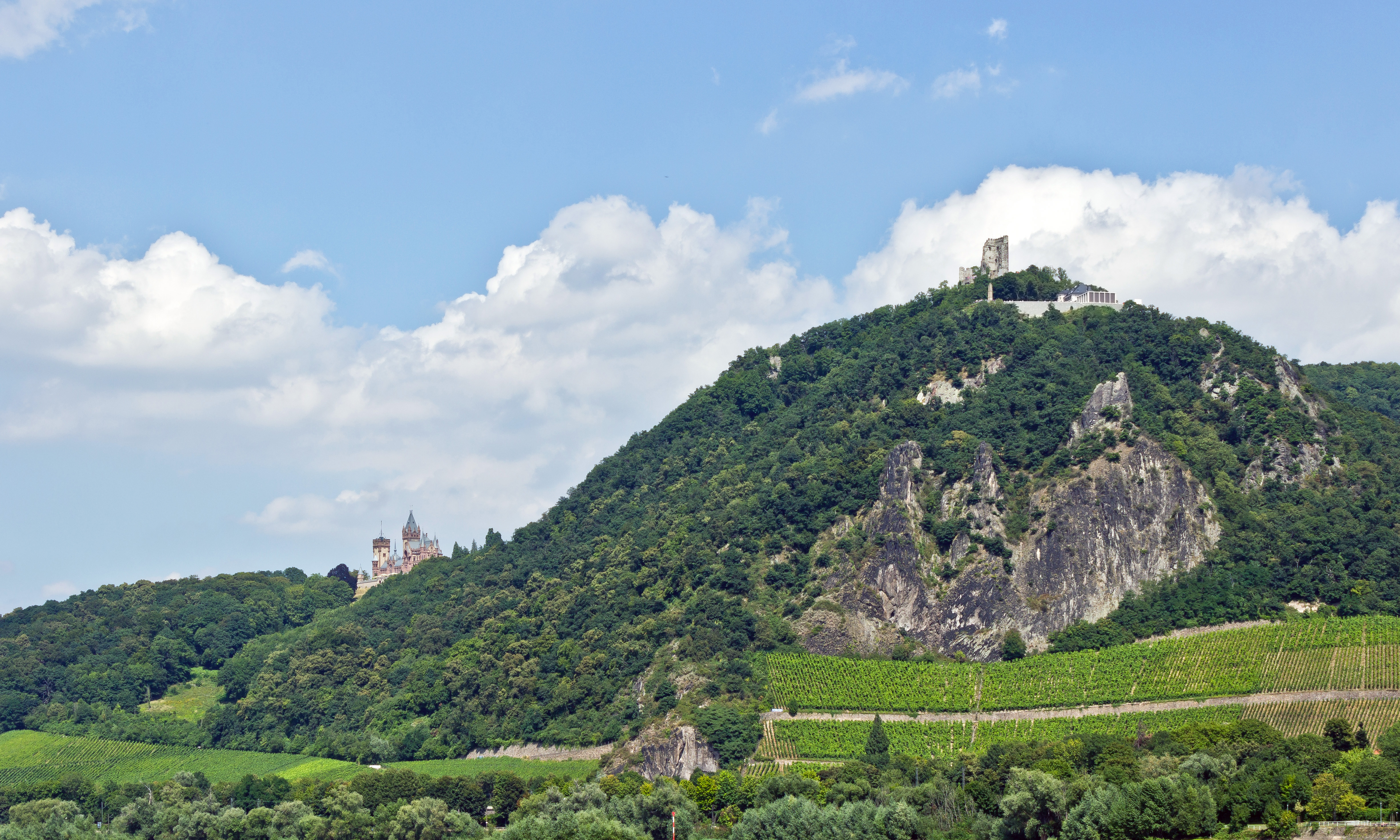
龙堡（左）和龙岩山上的龙岩遗址（右）

## 外部連結
- 维基共享资源上的相關多媒體資源：龍堡
- Schloss Drachenburg （页面存档备份，存于） - official site
- Schloss Drachenburg （页面存档备份，存于） - official site

50°40′07″N 7°12′23″E / 50.6686729°N 7.2063442°E